# Jornal da Lílian
Jornal da Lílian foi um jornal transmitido pela Internet no portal Terra. Foi exibido de 1999 a 2005. Era apresentado por Lillian Witte Fibe.

## Crise de riso
Foi nele que Lillian Witte Fibe teve um ataque de risadas ao noticiar uma senhora de 81 anos e o namorado de 56 anos presos com 10.000 tabletes de ecstasy, pensando que era Viagra.